# Mezquita Central de Melilla
La Mezquita Central es la mezquita aljama o mayor de la ciudad española de Melilla. Ubicada en el Ensanche Modernista, en la calle García Cabrelles, forma parte del Conjunto Histórico Artístico de la Ciudad de Melilla, un Bien de Interés Cultural.

## Historia

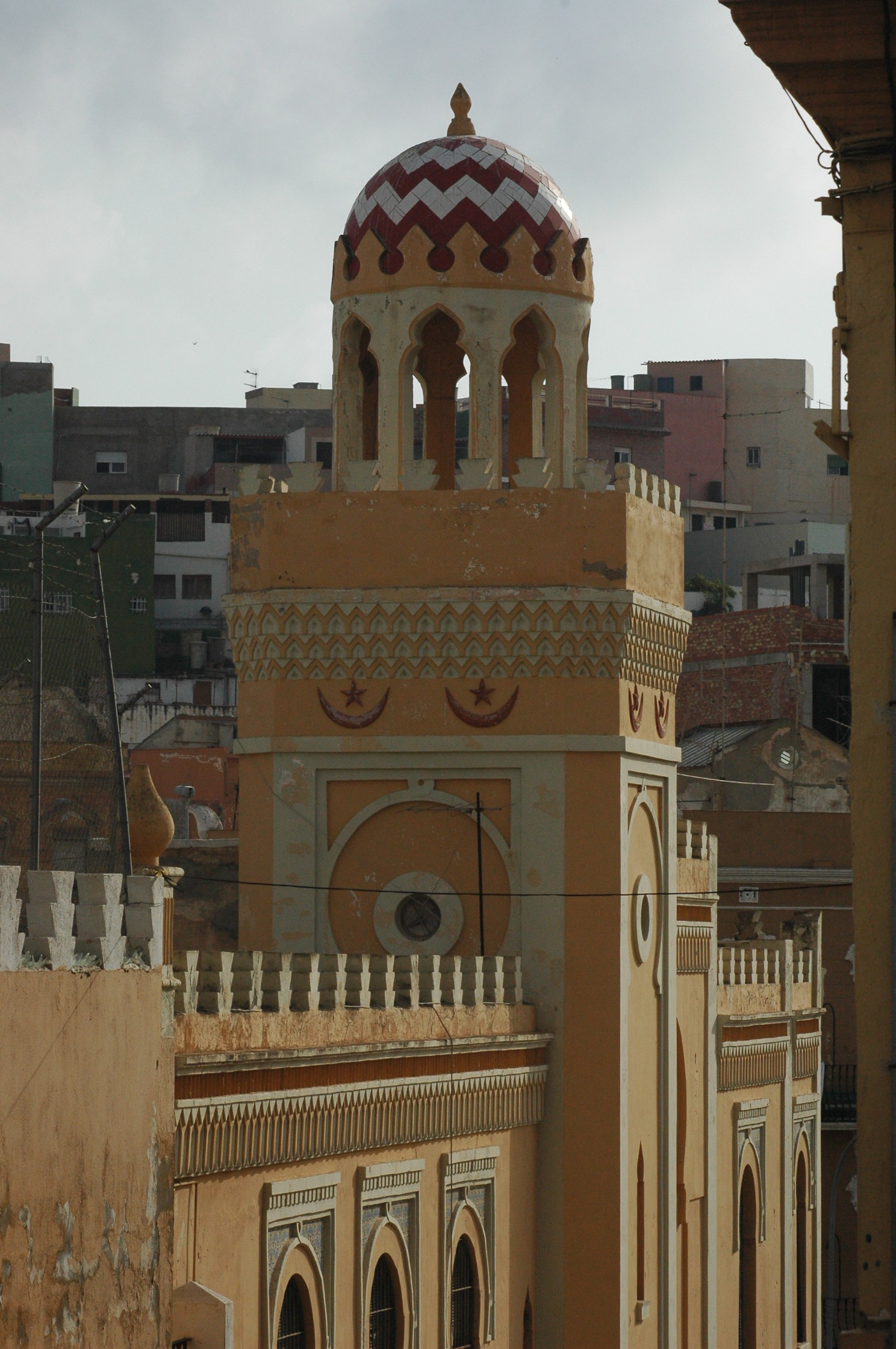
Minarete y cúpula de la mezquita

Fue construida entre 1945 y 1947, según proyecto del arquitecto Enrique Nieto y Nieto de julio de 1938, e inaugurada el 7 de septiembre de 1947 por el alto comisario de España en Marruecos y el teniente general José Enrique Varela.
El 26 de octubre de 1994 fue reinaugurada por el alcalde de Melilla Ignacio Velázquez Rivera tras ser remodelada ese mismo año, con la reconstrucción de la sala de oración, la sala de abluciones, los aseos, la vivienda del imán y los accesos.

## Descripción
Está construida con una estructura de hormigón, con cerramientos de ladrillo macizo y piedra de la zona.

### Exterior

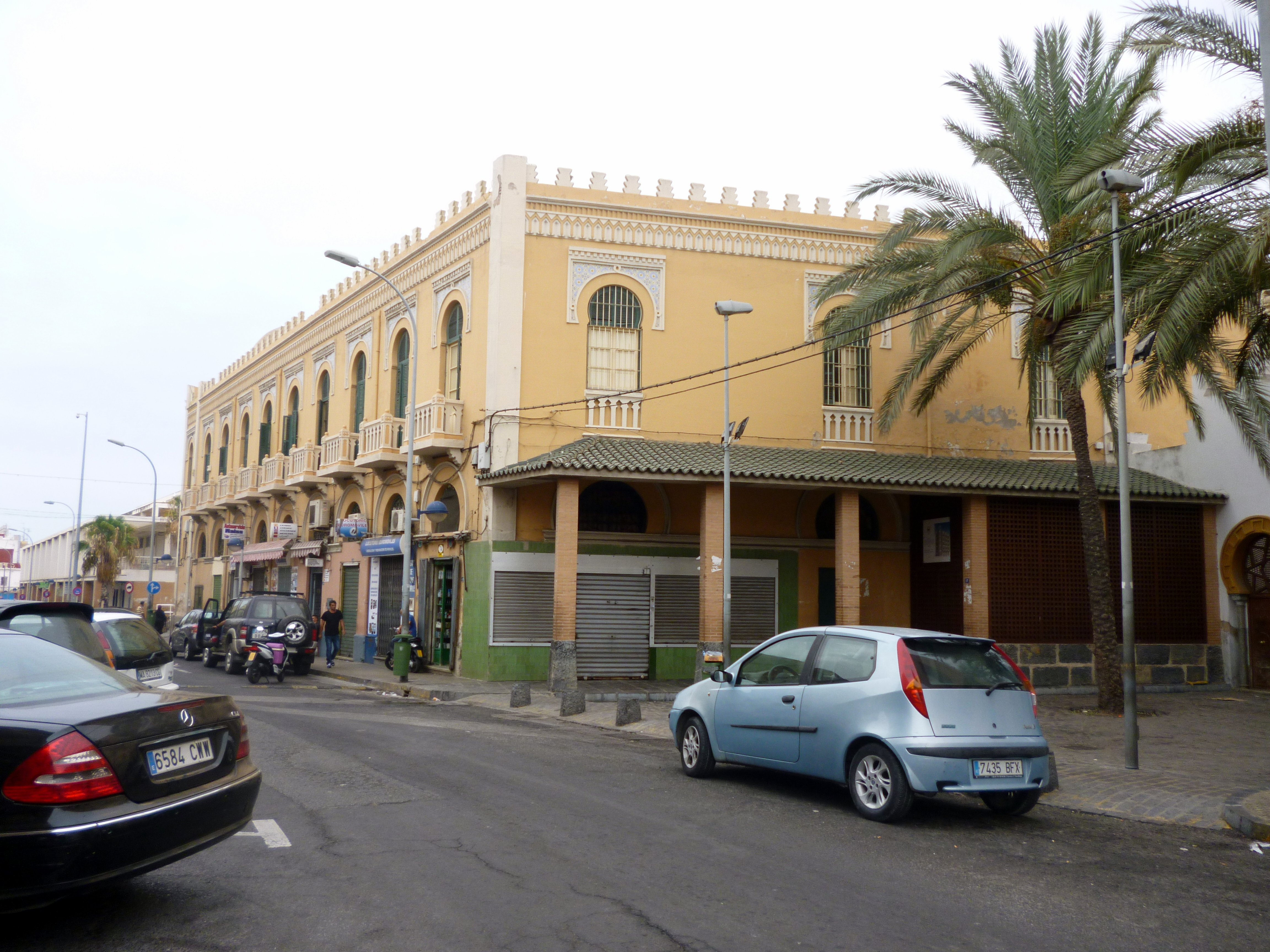
Vista lateral

Las fachadas están compuestas en la planta baja por puertas con arcos de herradura, que llevan a la planta principal, ventanas del mismo tipo de arcos, con balcones de balaustres en la calle García Cabrelles, situándose después un friso, cornisa y  estando coronado por almenas escalonadas, similares a las del patio interior de la mezquita de Al-Nasir, en El Cairo. En el chaflán se sitúa un portal, un arco de herradura sobre columnas y sobre este tres ventanas, con el mismo tipo de arco, estando coronado el chaflán con una cúpula y situándose detrás el alminar, una torre cuadrada que termina en un cuerpo de arcos polilobulados que acaban en una cúpula.

### Interior
Cuenta con planta baja, en la que se encuentran locales comerciales y un baño turco en la zona delantera, y en la trasera la sala de oración, con accesos diferenciados para hombres y mujeres desde los laterales. En la planta alta se sitúan unas salas donde estuvo el CEIP Mediterráneo, y hoy está el Centro de Educación de Adultos Carmen Conde Abellán.